# Shy FX
Shy FX é um músico inglês de drum and bass nascido em Londres. Em 1994 produziu juntamente com UK Apache a música "Original Nuttah", um dos mais famosos drum and bass. Também é de sua autoria (juntamente com T Power) "Shake Your Body", 2002.